# Порода кішок
Порода кішок (англ. Cat breed) — це індекс, за яким класифікують домашніх кішок. Для розведення кішок її власник має мати родову, а також реєстраційне свідоцтво. У реєстраційному свідоцтві має бути зазначено принаймні чотири покоління. У наш час[коли?] по всьому світі зареєстровані тільки 3 % кішок. Поняття покоління кішки доволі нове. Ще двісті років тому про нього ніхто не знав, а зараз є декілька родоводів у яких засвідчено сто поколінь.